# Dorcadion tschitscherini
Dorcadion tschitscherini är en skalbaggsart som beskrevs av Jakovlev 1900. Dorcadion tschitscherini ingår i släktet Dorcadion och familjen långhorningar.
Artens utbredningsområde är Kazakstan. Inga underarter finns listade i Catalogue of Life.